# Scardamia percitraria
Scardamia percitraria är en fjärilsart som beskrevs av Geoffrey Fryer 1912. Scardamia percitraria ingår i släktet Scardamia och familjen mätare. Inga underarter finns listade.